# Соціалістична геральдика
Емблеми соціалістичного стилю зазвичай мають унікальний стиль, що складається з комуністичної символіки. Хоча їх зазвичай називають гербами, більшість з них насправді не є традиційними геральдичними знаками. Багато комуністичних урядів навмисно відходили від геральдичної традиції, щоб дистанціюватися від монархій, які вони зазвичай замінювали, при цьому герби розглядалися як символи монархів.
Першою державою, яка використовувала емблему соціалістичного зразка, була радянська Росія починаючи з її завтвердження в 1918 році. Цей стиль став більш поширеним після Другої світової війни, коли було створено багато інших комуністичних держав. Навіть кілька несоціалістичних (або комуністичних) держав прийняли цей стиль з різних причин — зазвичай тому, що комуністи допомогли їм отримати незалежність або створити свої республіканські уряди. Після розпаду Радянського Союзу та інших комуністичних держав Східної Європи між 1989 і 1992 роками від цього стилю державних емблем часто відмовлялися на користь старих геральдичних практик, і багато (але не всі) нові уряди відновлювали традиційну геральдику, що раніше була упосліджена.

## Походження та історія

Радянські керівники прагнули відрізнити свої знаки відмінності від емблем російського імператора та аристократії. Вони замінили та опустили традиційні геральдичні засоби, замінивши емблему, яка не відповідала традиційним європейським практикам.

Радянська Росія, створений після революції 1917 року, вимагала символіки, щоб представляти себе відповідно до інших суверенних держав, таких як емблеми, прапори та печатки, але радянські лідери не бажали продовжувати стару геральдичну практику, яку вони вважали пов'язаною з суспільну систему, яку революція намагалася замінити. У відповідь на потреби та побажання прийнятий державний герб був би позбавлений традиційних геральдичних елементів щита, шолома, герба та мантії, а натомість був представлений більш зрозуміло. Потім цього стилю наслідували інші соціалістичні та комуністичні держави, які також бажали зосередити увагу на національних трудящих і відійти від феодалізму та всіх його асоціацій.
У деяких комуністичних країнах соціалістичний стиль емблем ніколи не був прийнятий повністю. Герб Польщі був лише дещо змінений за комуністичної епохи, зберігши традиційну геральдичну форму. В Угорщині «значок Ракоші», емблема в соціалістичному стилі, був прийнятий після Другої світової війни, але після повстання 1956 року була створена нова емблема («значок Кадара»), яка поєднує комуністичну символіку з геральдичним щитом у кольорах угорського прапора. Чехословаччина стала комуністичною країною в 1948 році, але зберігала свій оригінальний герб до 1961 року, коли його замінили нетрадиційним щитом із зображенням геральдичного богемського лева без корони та з червоною зіркою над головою. Деякі з держав Югославії також використовували геральдичні щити в поєднанні з соціалістичними образами у своїх емблемах, як і дві республіки в складі СРСР: Російська Радянська Федеративна Соціалістична Республіка та Українська Радянська Соціалістична Республіка.

## Характеристики
У соціалістичному стилі державних гербів зазвичай використовуються такі символи:
- Серп і молот, що представляють відповідно робітників і селян. У деяких країнах серп може бути замінений іншим традиційним знаряддям місцевого землеробства, найчастіше мотикою. Рідше молоток може використовуватися сам по собі, щоб представляти робочі класи в цілому.
- П'ятикутна Червона зірка, що символізує п'ять пальців руки робітника і п'ять континентів на землі. Часто відображається з жовтою рамкою або жовтою п'ятикутною зіркою, часто на червоному тлі.
- Вінки із зерна або інших одомашнених рослин оточують емблему, символізуючи землеробство та достаток.
- Переплетені стрічки національного або червоного кольорів, іноді використовуються як девіз.
- Сонце, що сходить, символізує революцію.
- Сучасні промислові аксесуари, такі як редуктори та електричні опори.
- Книги, що репрезентують інтелігенцію, а в цілому науку і культуру.
- Місцеві пейзажі.
- Інші інструменти або аксесуари, іноді зброя. Однак останнє більше характерне для символіки національно-визвольного руху, ніж для традиційного соціалістичного геральдичного стилю.

Емблеми цього стилю зазвичай мають круглу або овальну форму.

## Сучасність

Державний герб КНР характерний для соціалістичної та комуністичної геральдики. Червоний колір і зірка — символи комунізму; пшениця — часто використовується для представлення сільського господарства, селян або простих людей, зубчасте колесо або інші промислові інструменти представляють промисловий пролетаріат.

З розпадом Східного блоку в Європі більшість соціалістичних емблем цих країн було замінено старими докомуністичними символами або повністю новими гербами.
Вплив соціалістичного стилю все ще помітний в емблемах кількох країн, наприклад, Китайської Народної Республіки. Північна Корея має національну емблему в чистому соціалістичному стилі, як і В'єтнам і Лаос.
У роки зародження Російської Федерації країна використовувала модифікований варіант герба РРФСР з написом змінено з РРФСР (РСФСР) до Російської Федерації (Российская Федерация / Rossiyskaya Federaciya) до прийняття нового герба в 1993 році. Сучасний державний герб Білорусі був прийнятий у 1995 році після суперечливого референдуму. Він нагадує герб Білоруської РСР і замінив герб 1991—1995 років, який дотримувався традиційного геральдичного стилю. Таджикистан і Узбекистан також зберегли елементи емблем колишніх радянських республік.
Державна емблема Північної Македонії нагадує герб Соціалістичної Республіки Македонія (колись була складовою соціалістичної республіки Соціалістичної Федеративної Республіки Югославія), видаливши з неї червону зірку в 2009 році.
В Африці емблеми колишніх португальських колоній Анголи та Мозамбіку, а також Гвінеї-Бісау дотримуються формули емблем соціалістичного стилю.
Республіка Сербія використовувати герб Соціалістичної Республіки Сербія до прийняття Національною асамблеєю 17 серпня 2004 року історичного символу. Рекомендоване використання було введено в дію законом 11 травня 2009 року, таким чином офіційно замінивши соціалістичну емблему.
Невизнана держава Придністров'я має державний герб за зразком радянських часів, незважаючи на те, що не є соціалістичною державою. Цей шаблон також стосується квазідержавного утворення Луганська народна республіка.

## Галереї
Нижче наведено галереї історичних та сучасних державних гербів. Роки вказані для емблем, а не для країн.
Це не вичерпна галерея, оскільки вони тут, щоб проілюструвати статтю, а не показати кожен приклад. Показані лише довговічні герби незалежних держав. Вони також виключають емблеми, які були сумішшю традиційної геральдики та соціалістичної символіки, як-от теперішні герби Сан-Томе і Прінсіпі та Східного Тимору, герб Чехословаччини 1960—1990 рр. або державна печатка Бірми 1974—2008 рр. або традиційні геральдичні символи. герби соціалістичних країн, таких як Гаяна та Куба.

### Актуальні емблеми

Емблема Китайської Народної Республіки (1950–сучасність)
Емблема В'єтнаму (1955–сучасність)
Емблема Лаосу (1992–сучасність)
Емблема Північної Кореї (1993–сучасність)
Емблема Анголи (1990–сучасність)
Емблема Білорусі (2020–сучасність)
Емблема Гвінеї-Бісау (1994–сучасність)
Емблема Мозамбіку (1982–сучасність)
Емблема Північної Македонії (2009–сучасність)
Емблема Таджикистану (1993–сучасність)
Емблема Узбекистану (1992–сучасність)
Емблема Афганістану (2021–сучасність)

#### Держави, що не є членами ООН, або субнаціональні підрозділи з емблемами в соціалістичному стилі

Герб Гагаузії (1994–сучасність)
Герб Луганської народної республіки (2014–сучасність)
Емблема Придністров'я (1991–сучасність)
Герб Волгоградської області
Герб Мордовії
Герб Брянської області
Герб Алтайського краю
Емблема Ва (1989–сучасність)
Герб Москви (1924–1937)

### Історичні емблеми

Емблема Народної Соціалістичної Республіки Албанія (1946–1991)
Емблема Народної Республіки Бенін (1975–1990)
Емблема Буркіна-Фасо (1984–1987)
Емблема Народної Республіки Болгарія (1971–1990)
Емблема Радянської Республіки (1931–1937)
Емблема Народної Республіки Конго (1970–1992)
Емблема Дерг (1975–1987)
Емблема Народно-Демократичної Республіки Ефіопія (1987–1991)
Герб НДР (1955–1990)
Герб Іракської респубіки (1959–1965)
Герб Угорської Народної Республіки (1949–1956)
Герб Угорської Народної Республіки (1957–1989) та Угорської республіки (1989–1990).[a]
Емблема Демократичної Кампучії (1975–1979)
Емблема Народної Республіки Кампучії (1979–1989)
Емблема Лаосу (1975–1991)
Емблема Демократичної Республіки Мадагаскар (1975–1992)
Емблема Монгольської Народної Республіки (1960–1992)
Герб РРФСР та Російської Федерації (1992–1993)
Емблема Соціалістичної Республіки Румунія (1965–1989)
Емблема СРСР (1956–1991)
Емблема СФРЮ (1963–1993)

#### Республіки Радянського Союзу

Герб Азербайджанської РСР (1937–1993)
Герб Білоруської РСР (1981–1991)
Герб Вірменської РСР (1937–1992)
Герб Грузинської РСР (1921–1990)
Герб Естонської РСР (1940–1990)
Герб Закавказької СФРР (1930–1936)
Герб Казахської РСР (1937–1992)
Герб Карело-Фінської РСР (1941-1956)
Герб Киргизької РСР (1948–1994)
Герб Латвійської РСР (1940–1990)
Герб Литовської РСР (1940–1990)
Герб Молдавської РСР (1941–1990)
Герб Російської РФСР (1978–1992)
Герб Таджицької РСР (1937–1992)
Герб Туркестанської АРСР (1919–1924)
Герб Туркменської РСР (1937–1992)
Герб Української РСР (1949–1991)
Герб Узбецької РСР (1937–1992)

#### Республіки Югославія

Емблема Соціалістичної Республіки Боснія і Герцеговина (1946–1992)
Герб Соціалістичної Республіки Македонія (1946–1991)
Емблема Соціалістичної Республіки Сербія (1947–1992) та Республіки Сербія (1992-2004)
Емблема Соціалістичної Республіки Словенія (1945–1991)
Емблема Соціалістичної Республіки Хорватія (1947–1990)
Герб Соціалістичної Республіки Чорногорія (1945–1993)

### Цитування
1. ↑  von Volborth, Carl-Alexander (1981). Heraldry – Customs, Rules and Styles. Ware, Hertfordshire: Omega Books Ltd. с. 11. ISBN 0-907853-47-1.
2. ↑  von Volborth, Carl-Alexander (1972). Alverdens heraldik i farver (дан.). Copenhagen: Politikens Forlag. с. 158. ISBN 87-567-1685-0.
3. ↑  Law on the use of the coat of arms of the Socialist Republic of Serbia (серб. Zakon o upotrebi grba Socijalisticke Republike Srbije («SG SRS», br. 6/1985.)
4. ↑  Zakon o izgledu i upotrebi grba, zastave i himne Republike Srbije [Law on the Appearance and Use of the Coat of arms, the Flag and the Anthem of the Republic of Serbia]. Official Gazette of the Republic of Serbia – No. 36/2009 (серб.). Narodna skupština Republike Srbije – JP "Službeni glasnik". 19 травня 2009. Архів оригіналу за 2 серпня 2009. Процитовано 15 грудня 2009.
5. ↑  P.J. Symes, "The First Banknotes of the Central Bank of Iraq"